# Daewoo Lanos
Daewoo Lanos (type T100) var en bilmodel fra det sydkoreanske bilmærke GM Daewoo. 

## Historie
Modellen kom på markedet i november 1996 som efterfølger for Nexia. Fra introduktionen fandtes modellen som hatchback med tre eller fem døre samt som firedørs sedan.
- Bagfra
- Daewoo Lanos sedan (1996–2000)

I efteråret 2000 fik modellen et facelift. Den faceliftede udgave kunne bl.a. kendes på andre baglygter, nye dørbeklædninger, standardmonteret ABS på alle modelvarianter og bedre støjdæmpning. Derudover tilkom udstyrsvariaten SE plus, og alle modelvarianter opfyldt nu Euro3.
- Daewoo Lanos tredørs (2000–2003)
- Bagfra
- Daewoo Lanos sedan (2000–2003)

Produktionen i Sydkorea blev indstillet i september 2003. Efterfølgeren Lacetti kom på markedet i marts 2004.

## Udstyrsvarianter
- SE: basisudstyr
- SE plus: udvidet udstyr (fra efteråret 2000)
- SX: topudstyr

### Specialmodeller
- Lanos Hurricane: med 1,6-litersmotor, spoilerpakke, sænket og 14" alufælge
- Lanos Cool Edition: standardudstyret med klimaanlæg

## Tekniske data
|                                                | 1.4                      | 1.5                             | 1.6                             |
| Motordata                                      |                          |                                 |                                 |
| Motorkode                                      |                          | A15 SMS                         | A16 DMS                         |
| Motortype                                      | R4-benzinmotor           | R4-benzinmotor                  | R4-benzinmotor                  |
| Antal ventiler pr. cylinder                    | 2                        | 2                               | 4                               |
| Ventilstyring                                  | SOHC, tandrem            | SOHC, tandrem                   | DOHC, tandrem                   |
| Fødesystem                                     | Multipoint-indsprøjtning | Multipoint-indsprøjtning        | Multipoint-indsprøjtning        |
| Trykladning                                    | –                        | –                               | –                               |
| Køling                                         | Vandkøling               | Vandkøling                      | Vandkøling                      |
| Boring × slaglængde                            | 76,5 × 73,4 mm           | 76,5 × 81,5 mm                  | 79,0 × 81,5 mm                  |
| Slagvolume                                     | 1349 cm³                 | 1498 cm³                        | 1598 cm³                        |
| Kompressionsforhold                            | 9,5:1                    | 9,5:1                           | 9,5:1                           |
| Maks. effekt ved omdr./min.                    | 55 kW (75 hk) 5400       | 63 kW (86 hk) 5800              | 78 kW (106 hk) 6000             |
| Maks. drejningsmoment ved omdr./min.           | 115 Nm 3400              | 130 Nm 3400                     | 145 Nm 3400                     |
| Kraftoverførsel                                |                          |                                 |                                 |
| Drivende hjul                                  | Forhjul                  | Forhjul                         | Forhjul                         |
| Gearkasse (standardudstyr)                     | 5-trins manuel           | 5-trins manuel                  | 5-trins manuel                  |
| Gearkasse (ekstraudstyr)                       | –                        | 4-trins automatisk              | 4-trins automatisk              |
| Præstationer                                   |                          |                                 |                                 |
| Topfart                                        | 166 km/t                 | 172 km/t (161 km/t)             | 180 km/t (173 km/t)             |
| Acceleration 0-100 km/t                        | 15,0 sek.                | 12,5 sek. (15,0 sek.)           | 11,5 sek. (13,5 sek.)           |
| Brændstofforbrug pr. 100 km ved blandet kørsel | 7,2 liter Blyfri 91      | 7,5 liter (8,9 liter) Blyfri 91 | 7,9 liter (8,1 liter) Blyfri 91 |

1. ↑  Værdier i parentes gælder for versioner med automatgear

Motorerne er af fabrikanten ikke frigivet til brug med E10-brændstof.

## Licensproduktion
Daewoo Lanos blev fra 1997 bygget i Polen af FSO på licens fra Daewoo og fra starten af 2004 solgt som FSO Lanos, indtil produktionen blev indstillet i slutningen af 2007.
Daewoos i 1999 grundlagte russiske søstermærke Doninwest solgte Lanos under navnet Doninwest Asso. I mellemtiden udgik varemærket Doninwest, men fra 2005 blev modellen i Rusland solgt som Chevrolet Lanos. Et yderligere marked er Egypten. Bilen blev frem til 2017 også bygget og solgt i Ukraine som ZAZ Lanos. Der blev bilen under samme navn også solgt i en varebilsudgave under betegnelsen Lanos Pick-up. Med undtagelse af sedanversionens nye bagende var bilen identisk med Daewoo Lanos. Et yderligere navn for bilen var ZAZ Sens.